# Hywel Evans
Pour les articles homonymes, voir Evans.
Hywel Evans, né le 9 janvier 1945 à Rhondda Cynon Taf (Pays de Galles), est un patineur artistique britannique, double champion de Grande-Bretagne en 1964 et 1965.

## Biographie

### Carrière sportive
Hywel Evans est double champion de Grande-Bretagne en 1964 et 1965.
Il représente son pays à trois championnats européens (1963 à Budapest, 1964 à Grenoble et 1965 à Moscou), deux mondiaux (1964 à Dortmund et 1965 à Colorado Springs), et aux Jeux olympiques d'hiver de 1964 à Innsbruck.
Il arrête sa carrière sportive après les mondiaux de 1965.

## Palmarès
| Compétitions principales        | 1962 | 1963 | 1964 | 1965 |  |  |  |  |  |  |  |  |  |  |  |
| Jeux olympiques d'hiver         |      |      | 18e  |      |  |  |  |  |  |  |  |  |  |  |  |
| Championnats du monde           |      |      | 18e  | 20e  |  |  |  |  |  |  |  |  |  |  |  |
| Championnats d’Europe           |      | 18e  | 15e  | 15e  |  |  |  |  |  |  |  |  |  |  |  |
| Championnats de Grande-Bretagne | 3e   | 2e   | 1er  | 1er  |  |  |  |  |  |  |  |  |  |  |  |
|                                 |      |      |      |      |  |  |  |  |  |  |  |  |  |  |  |